# عبد العزيز الزعبي
عبد العزيز الزعبي (بالعبرية: עבד אל-עזיז א-זועבי‏) (ولد في 4، شباط 1929، وتوفي في 14 شباط 1974) يعتبر الزعبي سياسيًا عربيًا اسرائيليًا، كان عضوًا في الكنيست في حزب العمال الموحد منذ عام 1965 وحتى وفاته. يعتبر الزعبي أول عضو غير يهودي في مجلس وزراء إسرائيل.

## السيرة الذاتية
ولد في الناصرة في عصر الانتداب البريطاني، تعلم الزعبي في مدرسة الثانوية الحكومية، قبل انتقاله إلى الكلية العربية (القدس). عمل في منصب كاتب ضرائب تحت سلطة الانتداب البريطاني. اما بعد استقلال اسرائيل عام 1948 فقد عمل كاتب ضرائب لسلطة الأراضي الفلسطينية حتى عام 1985. عمل ايضًا في منصب امين نقابة عمال العمل الحكوميّ في الناصرة. ساعد الزعبي في تنظيم الرابطة العربية اليهودية للسلام والمساواة في الحقوق، كان ايضًا من بين مؤسسي المعهد العربي في جفعات حبيبا. التحق عبد العزيز بحزب العمال الموحد عام 1958، وعين نائبًا لرئيس بلدية الناصرة عام 1961. ثمّ عُيّن عمدةً للمدينة عام 1965، الذي يشغل منصبه حتى العام التالي. حصل عام 1965 على مقعد في الكنيست في قائمة حزب العمال الموحد، ودخل البرلمان.
انتخب الزعبي مجددًا عام 1969 في قائمة حزب العمال، وتم تعيينه وزيرًا للصحة في 24 ايارعام 1971 في حكومة اسحق رابين، لكنه توفي بعد اقل من شهر من عودة الكنيست إلى الانعقاد، فاستلَمَ منصبه حبيب شمعوني.
بعيدًا عن السياسة كان الزعبي يشارك أيضا في منشورات مختلفة؛ كان عضوا في هيئة تحرير مجلة نيو أوتلوك، وقام بتحرير مجلة الفجر الشهرية، وكان واحدا من محرري صحيفة المرصاد الأسبوعية.
تزوّج في تشرين الثّاني عام 1967 بامرأة يهوديّة كانت صديقة لهُ وذلك في عقد قران مدني في قبرص. توفّي بشكل مفاجئ في شباط من عام 1974 وعمره 48 عامًا فقط.
وتشمل عائلته الممتدة سيف الدين الزعبي، الذي عمل أيضا كعضو في الكنيست لعدة أحزاب وعمدة الناصرة، وابنة عمه حنين الزعبي، التي تعتبر عضوًا في الكنيست حاليًا في البلاد.